# Яблонка (Брянская область)
Яблонка — деревня в Унечском районе Брянской области в составе Березинского сельского поселения.

## География
Находится в центральной части Брянской области на расстоянии приблизительно 8 км на восток-юго-восток по прямой от районного центра города Унеча.

## История
Основана полковником Михаилом Миклашевским около 1700 года, позднее во владении его наследников. До 1781 года входила в Новоместскую сотню Стародубского полка. В 1859 году здесь (деревня Стародубского уезда Черниговской губернии) учтено было 17 дворов, в 1892—39.

## Население
Численность населения: 128 человек (1859 год), 240 (1892), 351 (1926), 193 (1979), 90 человек (русские 98 %) в 2002 году, 68 в 2010.